# Louis de Bresc
Pour les articles homonymes, voir de Bresc.
Louis Joseph de Sigaud de Bresc, né à Aups le 30 avril 1834 et mort à Aix-en-Provence le 17 avril 1911, est un avocat, homme politique et érudit français.

## Biographie
Louis de Bresc est le fils d’Alexandre Joseph de Sigaud de Bresc, propriétaire châtelain de Bresc, et de Thérèse Eugénie Gérard. Il épouse Hélène de Berluc-Pérussis, avec qui il a quatre enfants. Il est le beau-frère du poète Léon de Berluc-Pérussis et le grand-père du poète Bruno Durand.
Il fait ses études à la faculté de droit d'Aix-en-Provence où il obtient une licence de droit. Il est avocat à la Cour d'appel d'Aix-en-Provence. Il est maire de Moissac-Bellevue sous le Second Empire, puis maire d’Aups de 1874 à 1876. Il est conseiller général du Var pour le canton de Tavernes de 1883 à 1886 et de 1887 à 1892.
Il est président de l’Académie des sciences, agriculture, arts et belles-lettres d'Aix, membre de la Société française d’archéologie et membre correspondant de la Société d'études scientifiques et archéologiques de Draguignan et du Var. Son Armorial des communes de Provence est un ouvrage de référence,, qui traverse les siècles, édité en 1866 et réédité huit fois : 1971, 1972, 1994, 2002, 2008, 2010, 2014 et 2020.
Mort à Aix-en-Provence où il possède un petit hôtel particulier, Louis de Bresc est inhumé dans la chapelle Saint-Jean du château de Bresc à Fox-Amphoux.

## Publications
- Fêtes d’Aups à l’occasion de la Saint-Pancrace, bravade et entrée historique de Charles, comte d’Anjou et de Provence, Éditions Illy, 1857.
- Armorial des communes de Provence, ou Dictionnaire géographique et héraldique des villes et villages des Bouches-du-Rhône, du Var, des Basses-Alpes, de Vaucluse et des Alpes-Maritimes, Éditions Bachelin-Deflorenne, 1866. Rééditions : éditions Chantemerle en 1971, éditions Laffitte Reprints en 1972, éditions Marcel Petit en 1994, éditions Lacour en 2002, éditions Pyrémonde en 2008, éditions Kessinger Publishing en 2010, éditions des Régionalismes en 2014, éditions Pranava Books en 2020.
- Note sur les armoiries municipales de Forcalquier, Éditions Auguste Masson, 1876.
- Épisode des guerres de religion en Provence, massacre d’Aups (octobre 1574), Bulletin de la Société d’études scientifiques et archéologiques de Draguignan et du Var, Tome 11, 1877.
- Note sur une inscription de 1547 à Aups (Var), Congrès scientifique d'Aix-en-Provence, Bibliographie générale des travaux historiques et archéologiques, Volume 1, Éditions Hachette, 1888.
- Excursion d’Aix à Fontaine-l’Évêque, Éditions Latil, 1889.
- Page inédite de la biographie de Barras, Bulletin de la Société d’études scientifiques et archéologiques de Draguignan et du Var, Tome 28, 1911.